# Андриј Химјак
Епископ Андриј Химјак (рођен 13. априла 1981. године) је украјински гркокатолички јерарх као титуларни бискуп Куикула и помоћни бискуп Кијевске архиепархије од 3. новембра 2022. године.

## Биографија
Епископ Химјак је рођен у Лавову у хришћанској породици Михаила и Халине Химјак са двоје деце, као млађе дете. Након завршетка школовања у школи бр. 44 у Лавову (1988–1998), придружио се Богословији у Лавову, истовремено студирајући на Украјинском католичком универзитету од 1998. до 2005. године. Рукоположен је за ђакона 9. маја 2012. године, а за свештеника 4. новембра 2012. године. Обе хиротоније је извршио врховни надбискуп Свјатослав Шевчук за Кијевску архиепископију у Саборном храму Васкрсења Христовог у Кијеву.

## Образовна и пасторална каријера
Отац Химјак је наставио студије у Риму, у Италији, где је похађао Папски оријентални институт (2005–2008). На њему стиче лиценцу из литургијске теологије. Након повратка у Украјину, служио је као помоћник секретара Архијерејског синода Украјинске гркокатоличке цркве (2009–2021) и предавач у Високој теолошкој семинарији „Три Јерарха“ у Кијеву (2011–2023).
У априлу 2021. године именован је за секретара Синода епископа Украјинске гркокатоличке цркве, када је претходни секретар, епископ Богдан Дзјурах, именован за апостолског егзарха Украјинског католичког апостолског егзархата Немачке и Скандинавије .

## Бискуп
Папа Фрања га је 3. новембра 2022. године поставио за помоћног бискупа Украјинске католичке архиепархије Кијева и именовао за титуларног бискупа Куикула. За епископа га је рукоположио врховни надбискуп Свјатослав Шевчук и саосвећитељи: епископ Богдан Дзјурах и епископ Степан Сус у Саборном храму Васкрсења Христовог у Кијеву 19. фебруара 2023. године.